# Rodolfo Neri Vela
Rodolfo Neri Vela (Chilpancingo de los Bravo, Guerrero, 1952. február 19.–) mexikói mérnök/tudós, űrhajós. Az első és egyetlen mexikói űrhajós (bár az amerikai állampolgárságú José Moreno Hernández is mexikói családból származik), a második latin-amerikai a világűrben.

## Életpálya
1975-ben a Mexikói Autonóm Nemzeti Egyetemen villamosmérnöki oklevelet kapott. 1976-ban az Essexi Egyetemen (Colchester) telekommunikációból doktori (Ph.D.) diplomát szerzett. 1979-ben az Birminghami Egyetemen megvédte doktori diplomáját.
1985 júliusától a Lyndon B. Johnson Űrközpontban részesült űrhajóskiképzésben. Egy űrszolgálata alatt összesen 6 napot, 21 órát, 4 percet és 49 másodpercet (165 óra) töltött a világűrben. Űrhajós pályafutását 1985. december 3-án fejezte be. 1989-től 1990-ig az Európai Űrügynökség (ESA) keretében Hollandiában segített tervezni a Nemzetközi Űrállomás kialakítását. A Mexikói Nemzeti Egyetem villamosmérnöki tanszék tanára, kutatója.
2005-ben néhány más mexikói tudóssal együtt javaslatot tett a Mexikói Űrügynökség (Agencia Espacial Mexicana, AEXA vagy AEM) létrehozására. Javaslatát 2006-ban a képviselőház elfogadta, a szervezet végül 2010-ben alakult meg.

## Űrrepülések
STS–61–B, az Atlantis űrrepülőgép 2. repülésének parancsnoka. Mexikó tudósai által összeállított kísérleteket végzett (fiziológia, pszichológiai, Mexikó fényképezése – geológiai). Több technikai (három telekommunikációs műhold telepítése, köztük a Morelos–II nevű mexikói műhold 1985. november 27-én) és egyéb, meghatározott kutatási, kísérleti programot hajtottak végre. Összesen 6 napot, 21 órát, 4 percet és 49 másodpercet töltött a világűrben. 4 568 883 kilométert (2 466 956 mérföldet) repült, 109 alkalommal kerülte meg a Földet.

## Írásai
- Számos cikket, értekezést, konferencia anyagot készített.
- Több szakmai könyv, kiadvány írója, szerkesztője.
  - Kommunikációs műholdak
  - Lakott űrállomások  (Espaciales Habitadas)